# Беренгер, Аманда
Аманда Беренгер (исп. Amanda Berenguer; 24 июня 1921, Монтевидео, Уругвай — 13 июля 2010, там же) — уругвайская поэтесса и писательница. Почётный академик Национальной академии литературы Уругвая (2006).

## Биография
Племянница Хосе Педро Беллана (1889—1930), драматурга, писателя и общественного деятеля, оказавшего большое влияние на формирование личности Аманды.
В 19-летнем возрасте опубликовала свою первую книгу стихов. Вышла замуж в 1944 году за писателя Хосе Педро Диаса (умер в 2006). В 1950—1952 семья путешествовала по Европе. В конце 1940-х годов, задолго до возникновения независимых издателей, пара основала типографию-издательство «Галатея», которое публиковало молодых, малоизвестных и талантливых авторов.
Одна из основателей франко-уругвайского журнала «Maldoror».
Автор сборников стихов «Река» (1952), «Приглашение» (1957), «Антипесня» (1961), «Заботы и откровения» (1963), «Совестное заявление» (1964), «Руда» (1966).
Участница уругвайского интеллектуального и литературного движения «Поколение '45».

## Избранные произведения
- A través de los tiempos que llevan a la gran calma (1940)
- Canto hermético (1941)
- Elegía por la muerte de Paul Valéry (1945)
- El río (1952)
- La invitación (1957)
- Contracanto (1961)
- Quehaceres e invenciones (1963)
- Declaración conjunta (1964)
- Materia prima (1966)
- Dicciones (1973)
- Composición de lugar (1976)
- Poesía (1949—1979) (1980)
- Identidad de ciertas frutas (1983)
- La dama de Elche (1987)
- Los Signos sobre la mesa (1987)
- La botella verde (Analysis situs) (1995)
- El pescador de caña (1995)
- La estranguladora (1998)
- Poner la mesa del 3er (2002)
- Constelación del navío (2002)
- Las mil y una preguntas y propicios contextos (2005)
- Casas donde viven criaturas del lenguaje y el diccionario (2005)

## Награды
- В 1986 году получила премию «Reencuentro de Poesía»Республиканского университета Уругвая за работу «Los signos sobre la mesa».
- В 1987 году получила первую премию уругвайского Министерства образования и культуры в категории поэзии
- Награждена премией имени Бартоломе Идальго, присуждаемой Уругвайской книжной палатой.